# کتاب عشق (فیلم ۲۰۰۴)
کتاب عشق (به انگلیسی: Book of Love) یک فیلم درام آمریکایی محصول سال ۲۰۰۴ به کارگردانی آلان براون است. در این فیلم بازیگرانی همچون فرانسیس اوکانر، برایس دالاس هاوارد، سایمون بیکر، گرگوری اسمیت، جوآنا پی.آدلر، سابرینا گردویچ و آری گرینر ایفای نقش کرده‌اند.

## داستان
زن جوانی به نام الین (فرانسیس اوکانر) و همسرش دیوید واکر (سایمون بیکر) در یک مغازه بستنی فروشی با یک نوجوان پانزده ساله تنها به نام چت بکر (گرگوری اسمیت) آشنا می‌شوند. با گذشت زمان، این زوج با چت دوست می‌شوند، که علاقه‌ای به الین پیدا می‌کند که در یک شبانه‌روز به اوج خود می‌رسد. الین بعداً به خیانت خود به دیوید اعتراف می‌کند و ازدواج آنها با این رابطه از بین می‌رود.